# Monte Hermanson
Il Monte Hermanson è una montagna antartica coperta di ghiaccio, alta circa 3.140 m, situata alla testa del Ghiacciaio Cunningham, circa 4 miglia nautiche (7 km) a sudovest del Gray Peak nel Commonwealth Range, catena montuosa che fa parte dei Monti della Regina Maud, in Antartide.
La denominazione venne assegnata dall'Advisory Committee on Antarctic Names (US-ACAN) in onore del capitano Joseph Marcus Hermanson (1913–2004), della U.S. Navy, ufficiale addetto alle operazioni aeree alla Stazione McMurdo nel 1957-58, nonché responsabile dello staff dell'U.S. Antarctic Projects Officer, 1959.